# Chloe Kelly
Chloe Maggie Kelly (født 15. januar 1998) er en engelsk fodboldspiller, der spiller som angriber for Manchester City i FA WSL og for Englands landshold. Hun har tidligere spillet for Arsenal og Everton og har repræsenteret England på U17, U19 og U20 landsholdene.

## Hæder
Den 31/7-22 scorede hun det vindende og afgørende mål i forlænget spilletid i EM-finalen England-Tyskland og fejrede det ved at tage spillertrøjen af og løbe rundt i sports-bh, hvilket har medført massiv hyldest.

### Klub
Manchester City
- FA Women's Cup: 2019–20[5]

### Landshold
England U20 landshold
- FIFA U-20 Women's World Cup tredjeplads: 2018[6]

### Individuel
- FA WSL PFA Årets hold: 2019–20[7]
- FA WSL Månedens spiller: September 2019[8]